# Chagas: Campaña ¡Es la hora de tratar!

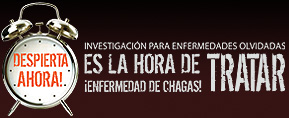
Logotipo de la campaña

La campaña contra la enfermedad de Chagas: ¡Es la hora de tratar! es una campaña internacional lanzada por la Iniciativa Medicamentos para Enfermedades Olvidadas (DNDi) con el objeto de aumentar la investigación y desarrollo de tratamientos contra la enfermedad de Chagas. Esta es una enfermedad olvidada, potencialmente mortal que afecta entre 8 y 13 millones de habitantes en todo el mundo. La campaña de DNDi ¡Es la hora de tratar! está realizando esfuerzos para aumentar el interés político con respecto a nuevos tratamientos contra la enfermedad de Chagas, crear una mayor conciencia pública sobre las limitaciones de los tratamientos existentes, además de lograr que se realicen más inversiones en I+D.

## La enfermedad
Cada año alrededor de 8 millones de personas en el continente americano contraen la enfermedad de Chagas. Esta enfermedad se presenta en dos etapas clínicas y produce la muerte de un mayor número de personas en la región que cualquier otra enfermedad parasitaria, incluso que la malaria. Causada por el parásito Trypanosoma cruzi, la enfermedad de Chagas es transmitida principalmente a través del insecto conocido con el nombre de “vinchuca”. Los tratamientos existentes no son satisfactorios y pueden producir efectos tóxicos. Los pacientes necesitan urgentemente tratamientos y herramientas de diagnóstico eficaces, seguros y económicamente accesibles tanto para niños como para adultos así como medicamentos que traten las dos fases de la enfermedad.

## Tratamientos actuales
Los medicamentos actuales presentan limitaciones para tratar a niños menores de 12 años que se encuentran en la fase aguda y crónica asintomática de la enfermedad. Los tratamientos para la enfermedad de Chagas no son eficaces después que los pacientes han comenzado a experimentar las complicaciones de la fase crónica. Además de la poca eficacia de los tratamientos, los medicamentos disponibles son caros, tienen numerosos efectos secundarios y son de larga duración lo que dificulta su seguimiento. Se estima que solamente el 1% de los pacientes infectados con la enfermedad de Chagas han recibido algún tratamiento.

## Financiación de I+D
Se necesita incrementar la financiación pública y privada destinada a la I+D de tratamientos para la enfermedad de Chagas. Teniendo en cuenta los 100 millones de personas que corren el riesgo de contraer la enfermedad y la carga de la misma, la financiación de I+D para mejorar los tratamientos es sumamente baja y la convierte en una de las de las enfermedades olvidadas más descuidadas. En 2007, menos de US$ 1 millón (0,04% de la financiación destinada a I+D) se gastó en el desarrollo de nuevos medicamentos para la enfermedad de Chagas.

## Necesidades de tratamiento
La campaña de DNDi: ¡Es la hora de tratar! lucha por las siguientes opciones de tratamiento destinados a todas las fases de la enfermedad de Chagas:

•	Una formulación pediátrica que sea segura, adaptada a la franja de edad del paciente, accesible económicamente y eficaz en las fases iniciales de la enfermedad.

•	Un nuevo medicamento para la fase crónica de la enfermedad que sea seguro, eficaz, adaptado al campo y que idealmente sirva para las dos fases de la enfermedad.